# 34420 Peterpau
34420 Peterpau este un asteroid din centura principală de asteroizi.

## Descriere
34420 Peterpau este un asteroid din centura principală de asteroizi. A fost descoperit pe 23 septembrie 2000 la Desert Beaver Observatory de William Kwong Yu Yeung. Asteroidul prezintă o orbită caracterizată de o semiaxă mare de 3,13 ua, o excentricitate de 0,16 și o înclinație de 5,7° în raport cu ecliptica.